# Asota fereunicolor
Asota fereunicolor är en fjärilsart som beskrevs av De Toulgoët 1972. Asota fereunicolor ingår i släktet Asota och familjen nattflyn. Inga underarter finns listade i Catalogue of Life.